# Helmut Pfleger
Helmut Pfleger   (Teplice, 6 d'agost de 1943) és un jugador i escriptor d'escacs alemany, que té el títol de Gran Mestre des de 1975. Fou un dels més prometedors escaquistes de les dècades dels anys 1960 i 1970s, tot i que no s'ha dedicat als escacs de manera totalment professional (és metge de professió).
Tot i que ha romàs inactiu pràcticament des de 1990, a la llista d'Elo de la FIDE de gener de 2012, hi tenia un Elo de 2477 punts, cosa que en feia el jugador número 69 (en actiu) d'Alemanya. El seu màxim Elo va ser de 2545 punts, a la llista de gener de 1972, i el seu màxim Elo des de 1990, de 2500 punts, el juliol de 1994 (posició 351 al rànquing mundial).

## Resultats destacats en competició
El 1960 va guanyar el Campionat Juvenil d'Alemanya, el 1961 fou quart al Campionat del món juvenil (el campió fou Bruno Parma). El 1965 empatà al 1r lloc amb Wolfgang Unzicker al Campionat d'Alemanya a Bad Aibling, però va perdre el matx de desempat.
Entre altres bons resultats, també fou 1r a Maputo 1973, empatà als llocs 1r-2n a la novena edició del Memorial Rubinstein a Polanica-Zdrój 1971, empatà al 1r-2n lloc a Montilla 1973, empatà als llocs 2n-3r a Montilla 1974, empatà als llocs 2n-5è a Manila 1975, empatà als llocs 2n-3r a l'Havana 1982, i fou 4t a Royan 1988.
Pfleger ha representat Alemanya a les Olimpíades d'escacs de 1964, 1968, 1972, 1974, 1978, 1980 i 1982. A l'Olimpíada de Tel-Aviv de 1964, hi obtingué una medalla d'or per la millor actuació al quart tauler, i una medalla de bronze per equips.

## Força de joc
Segons Chessmetrics, en el seu millor moment, el genera de 1976, tenia una força de joc equivalent amb una avaluació Elo de 2656, i era en aquell moment el número 36 del món. La seva millor actuació individual fou a Amsterdam (IBM), 1978, on hi va puntuar 7½ de 13 possibles punts (58%) contra una oposició de 2655, per una performance de 2687.

## Partides notables
- Helmut Pfleger vs Anatoli Karpov, Hastings 1971, Defensa índia de dama, variant principal (E19), ½–½
- Helmut Pfleger vs Mikhail Tal, Tallinn 1973, Defensa Moderna, Fianchetto de dama (B06), ½–½
- Helmut Pfleger vs Bent Larsen, Manila 1974, Obertura Anglesa: Variant de la Gran Serp (A10), 1-0
- John Nunn vs Helmut Pfleger, Plovdiv ETC 1983, Defensa Pirc (B07), ½–½

## Llibres
- Pfleger, Helmut; Kurz, Eugen. Schach: TV-Worldcup '82 Turnier Der Schachgrossmeister Karpow, Spasski, Timman, Seirawan, Torre, Nunn, Bouaziz, Lobron (en alemany).  Falken-Verlag, 1982. ISBN 3806841330.
- Pfleger, Helmut; Darga, Klaus. Die Besten Partien Deutscher Schachgrossmeister: Klaus Darga, Hans-J. Hecht, Robert Hubner, Barbara Hund, Erik Lobron, Helmut Pfleger, Lothar Schmid, Wolfgang Unzicker (en alemany).  Falken, 1983. ISBN 3806841217.
- Pfleger, Helmut; Metzing, Horst. Schach: Spiel, Sport, Wissenschaft, Kunst (en alemany).  Hoffmann und Campe, 1984. ISBN 3455082289.
- Pfleger, Helmut; Kishon, Ephraim; Weiner, Ossi. Der Schachcomputer: Gegner Und Freund (en alemany).  Nymphenburger, 1986. ISBN 3485016969.
- Pfleger, Helmut; Treppner, Gerd. Chess: The Mechanics of the Mind.  Trafalgar Square, 1989. ISBN 1852231270.